# Anoplodactylus hokkaidoensis
Anoplodactylus hokkaidoensis är en havsspindelart som först beskrevs av Utinomi, H., och fick sitt nu gällande namn av  1954. Anoplodactylus hokkaidoensis ingår i släktet Anoplodactylus och familjen Phoxichilidiidae. Inga underarter finns listade i Catalogue of Life.